# Papilio victorinus
Papilio menatius là một loài bướm thuộc họ Bướm phượng (Papilionidae). 
Loài Papilio victorinus được mô tả năm 1844 bởi Doubleday. Loài bướm Papilio victorinus sinh sống ở .

## Hình ảnh

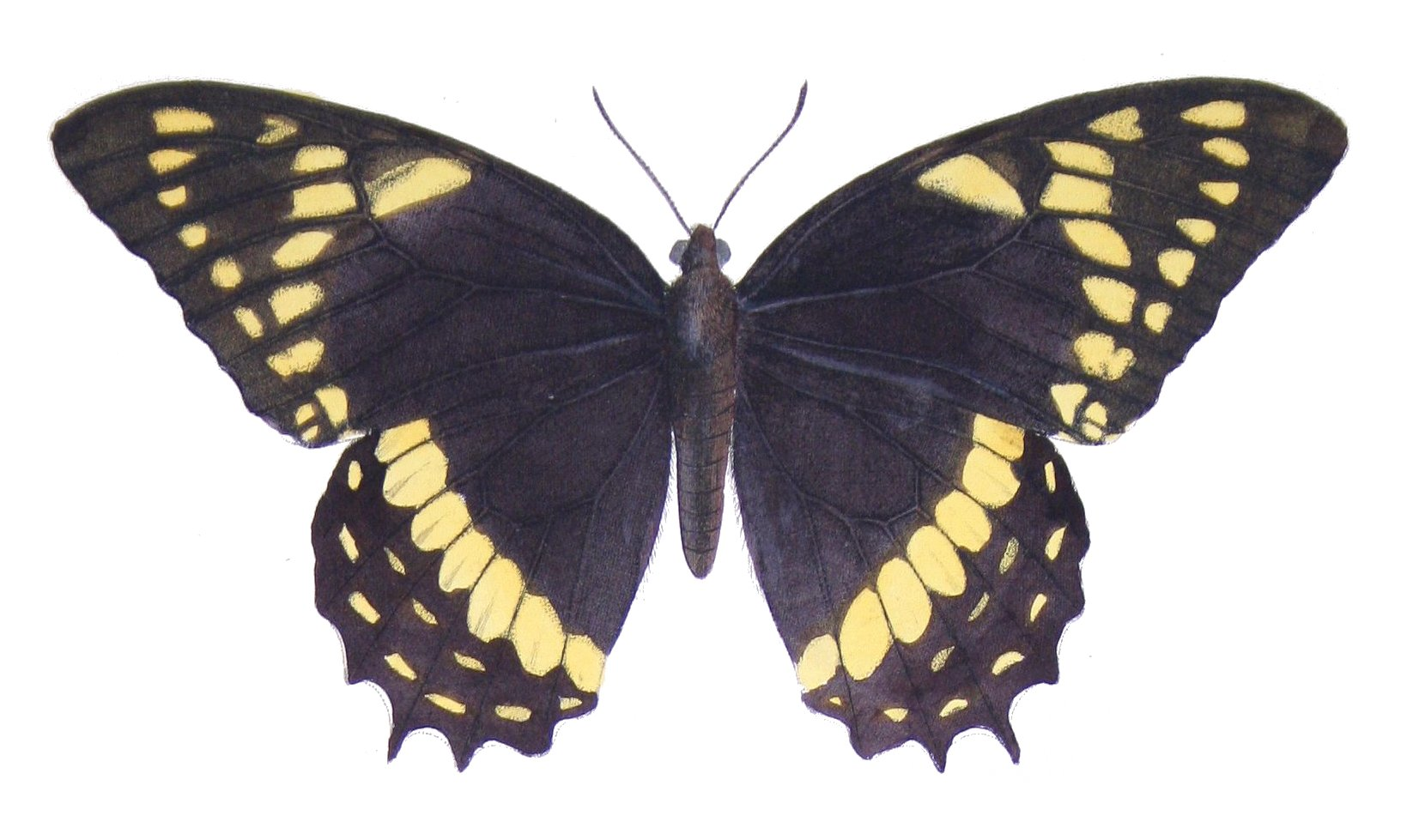
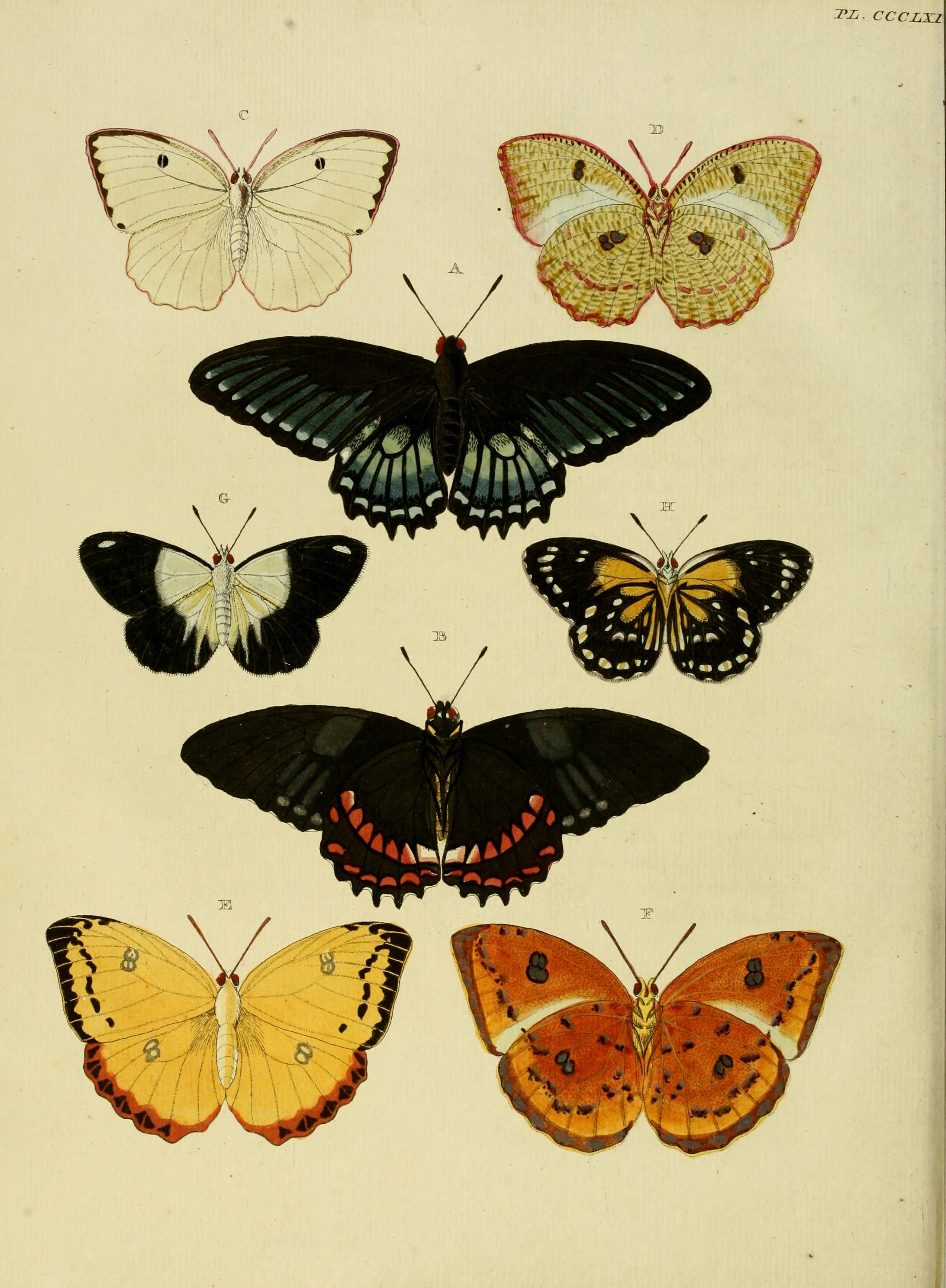
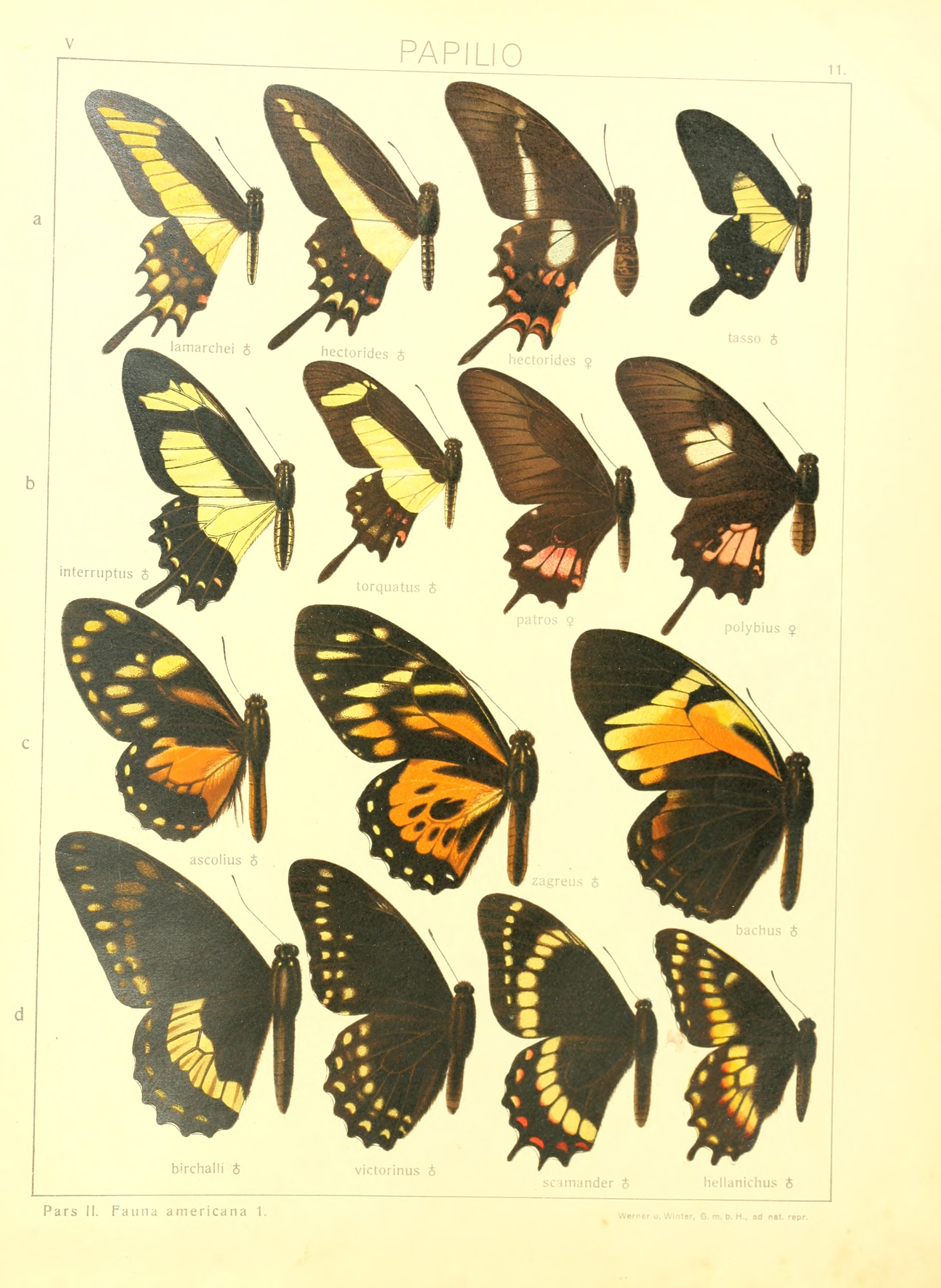
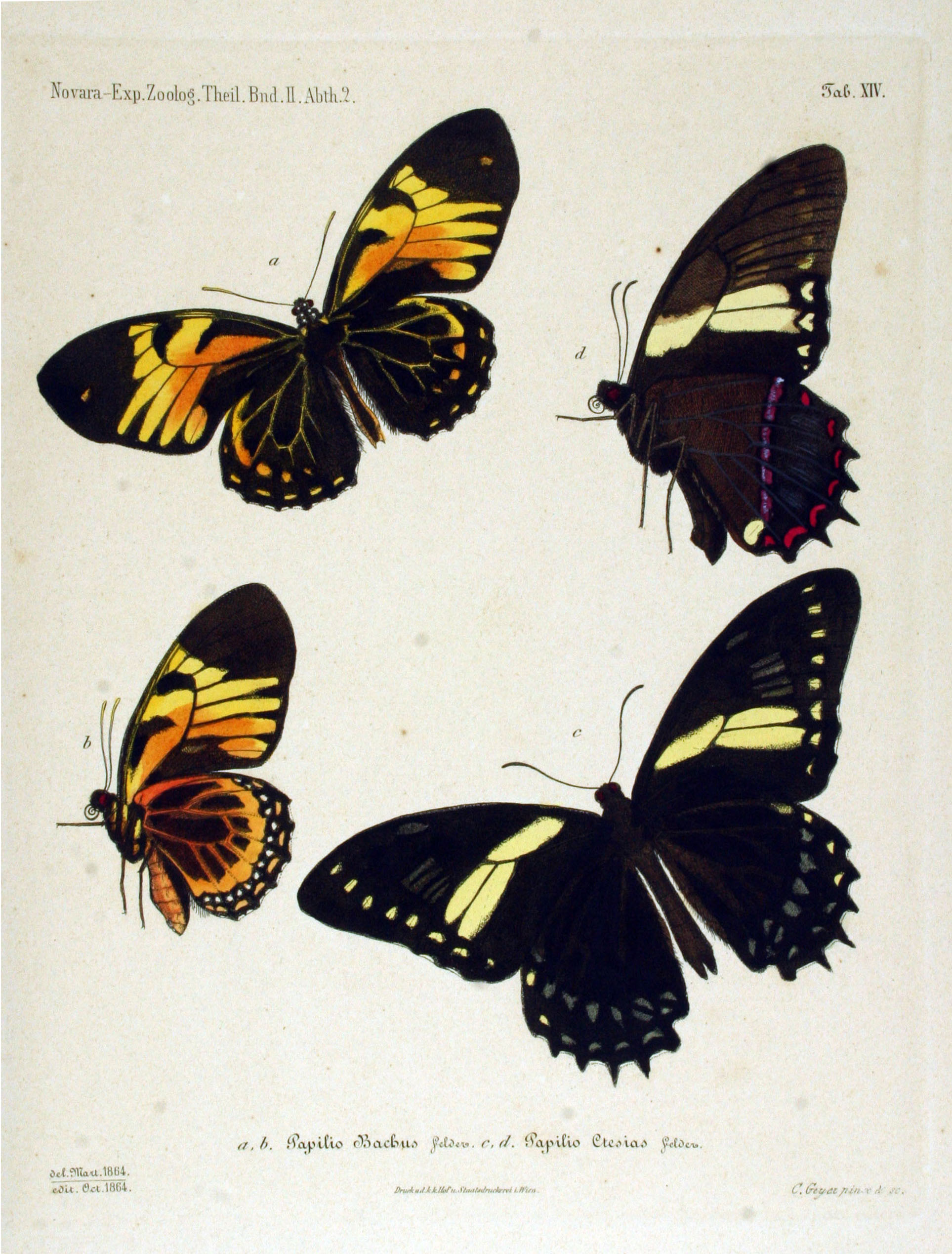